# Asselscheuer
Asselscheuer (en luxembourgeois : Aasselscheier ) est une localité de la commune luxembourgeoise de Lorentzweiler. Elle compte 71 habitants en 2024.